# Wolfgang Stefinger
Wolfgang Stefinger (Múnich, 20 de abril de 1985) es un político y gerente alemán. Es miembro del partido Unión Social Cristiana de Baviera (CSU), donde ocupa un escaño en el Bundestag desde 2014, representando al distrito electoral de Múnich-Este.  

## Biografía

### Primeros años y estudios
Wolfang Stefinger nació en la ciudad de Múnich, capital de Baviera, el 20 de abril de 1985, en la entonces Alemania Occidental. Se crio en el seno de una familia católica en el distrito de Ramersdorf-Perlach como el mayor de tres hermanos, todos de sexo masculino. Realizó sus estudios en la Realschule muniquesa, donde egresó en 2001. En 2003, ingresó a la Escuela Técnica Municipal (FOS) para estudiar Economía, Administración y Justicia. Después de su servicio comunitario en cuidados geriátricos y de enfermería entre 2003 y 2004, completó sus estudios de administración de empresas en la Universidad de Ciencias Aplicadas de Múnich, donde se graduó con el título de administración de empresas. Entre 2009 y 2011, Stefinger fue asistente de investigación en dicha casa de estudios. En 2011 se doctoró en la UMIT Tirol (Hall in Tirol), con una tesis doctoral cooperativa y acumulativa que consta de dos artículos y un capítulo principal. Desde 2011 hasta su elección en el Bundestag alemán, trabajó como consultor para una compañía de seguros de enfermedad en Múnich y Hamburgo.

### Carrera política
En 1999, Stefinger ingresó a la Junge Union, el ala juvenil de la unión política CDU/CSU. En 2001, ingresó oficialmente como militante de la Unión Social Cristiana de Baviera. 
En la circunscripción federal de Múnich-Este, Stefinger se impuso en la votación de la reunión de nominación del CSU de 2012 frente a sus tres competidores, entre ellos el entonces concejal de la ciudad Robert Brannekämper. Con el 44,7 por ciento de los votos iniciales obtuvo el mandato directo en las siguientes elecciones federales de 2013. Stefinger obtuvo el mejor resultado en la primera votación en la capital bávara y entró en el Bundestag como sucesor de Herbert Frankenhauser, que no se repostuló. En esa legislatura fue el segundo miembro más joven del grupo regional del CSU. En la decimoctava legislatura, Stefinger fue miembro de pleno derecho del Comité de Educación, Investigación y Evaluación de Tecnología y miembro adjunto del Comité de Presupuesto y del Comité de Familia, Tercera Edad, Mujeres y Juventud. También fue miembro del subcomité de participación cívica.
En julio de 2016, el CSU volvió a nominar a Stefinger como candidato directo por el distrito electoral de Múnich-Este para las elecciones federales de 2017. Volvió a ganar la circunscripción con un 36,8 por ciento, el mejor resultado en la primera votación del CSU en Múnich.
Durante la 19.ª legislatura del Parlamento alemán, Stefinger fue, además de los puestos anteriores en el comité, también miembro de pleno derecho del Comité para la Cooperación y el Desarrollo Económico y fue miembro del consejo directivo de la Agencia Federal para la Educación Cívica. Desde finales de abril de 2018 es vicepresidente del grupo parlamentario de África Austral del Bundestag alemán. En abril de 2021, los delegados del CSU en la circunscripción federal de Múnich-Este nominaron nuevamente a Stefinger como candidato directo para las elecciones federales de 2021 con el 97 por ciento de los votos. Al mismo tiempo, rechazó ser incluido en la lista y propuso “nominar a una candidata de sexo femenino en la lista” en su lugar. Pudo defender con éxito su mandato directo con la aprobación del 31,7 por ciento de los votos iniciales. También ingresó al 20.º periodo legislativo del Bundestag alemán. Fue miembro de pleno derecho y presidente del grupo parlamentario CDU/CSU en la Comisión de Cooperación y Desarrollo Económicos, vicepresidente del Consejo Consultivo Parlamentario para el Desarrollo Sostenible y también miembro adjunto de la Comisión de Presupuesto. Stefinger se presentará nuevamente como candidato directo por el CSU en el este de Múnich para las elecciones federales de 2025. Fue nominado por unanimidad por los delegados de su circunscripción.

## Vida personal

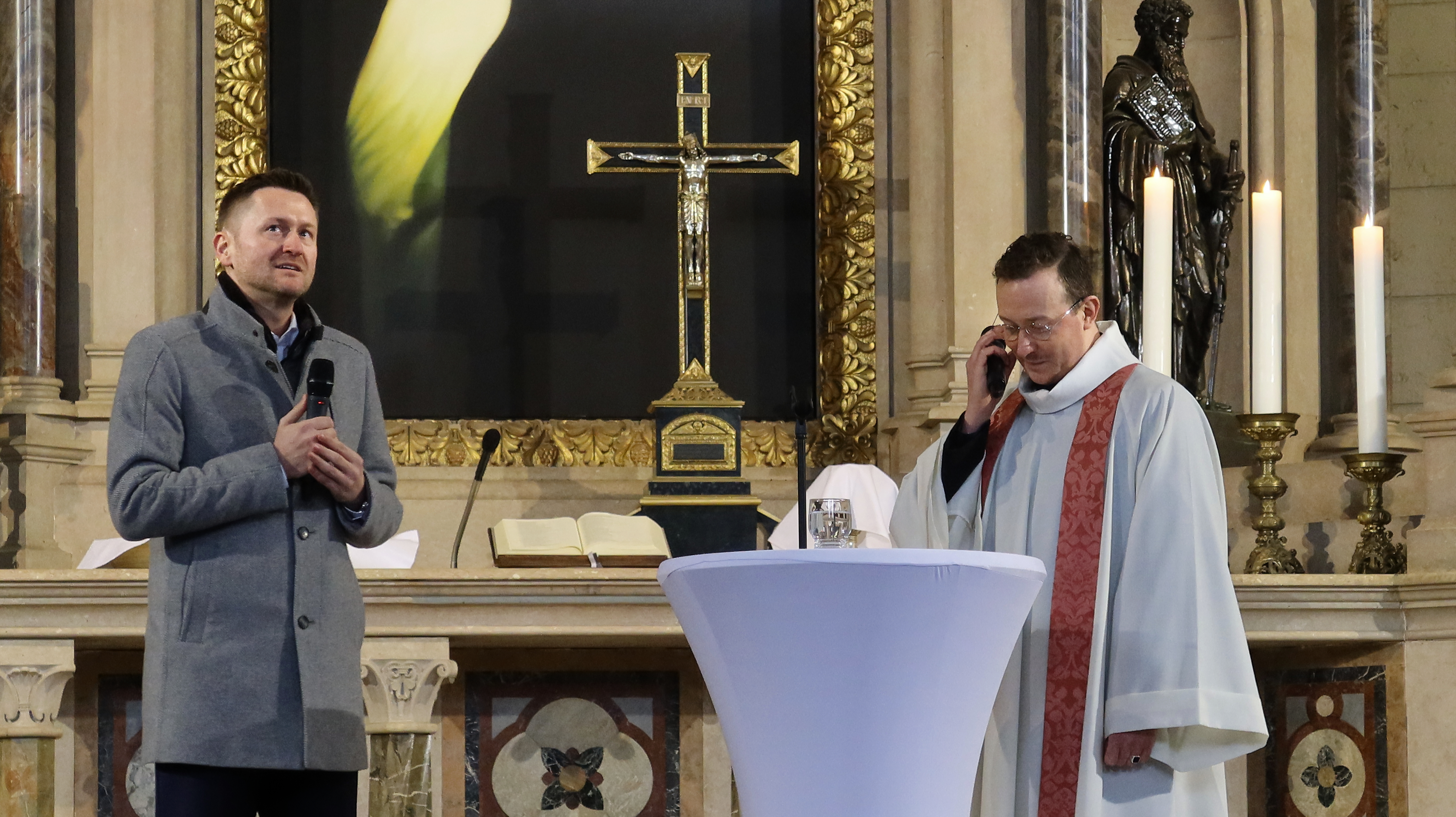
Wolfang Stefinger en marzo de 2024 contando su experiencia de salida del armario en un culto evangélico de una iglesia de Múnich, Baviera

En enero de 2023, Stefinger anunció que mantenía una relación con su colega del grupo parlamentario Sepp Müller (CDU), uno de los vicepresidentes del Grupo Parlamentario CDU/CSU. Son la primera pareja abiertamente homosexual en el Bundestag alemán. En un servicio religioso en la Iglesia Evangélica Luterana de San Lucas en Múnich, Wolfgang Stefinger habló en detalle sobre su primera salida del armario y describió cómo era ser públicamente gay dentro de su partido político, el CSU, considerado como socialconservador.